# Andi Mack
Andi Mack es una serie de televisión estadounidense de comedia dramática, creada por Terri Minsky que se estrenó en Disney Channel el 7 de abril del 2017 y se emitió hasta el 26 de julio de 2019. La serie está protagonizada por Peyton Elizabeth Lee, Joshua Rush, Sofia Wylie, Asher Angel, Lilan Bowden, Lauren Tom y Trent Garrett.
Andi Mack fue una de las series mejor calificadas en televisión por cable entre niños de 6 a 14 años. Es la primera serie original de Disney Channel que presenta a un personaje principal LGBT, Cyrus Goodman, una distinción que ha atraído una considerable atención de los medios y se informó en las noticias como algo histórico. La serie ha sido nominada y ganó premios por su historia emergente, cuya introducción causó un aumento en las calificaciones.

## Sinopsis
Andi Mack (Peyton Elizabeth Lee) tiene 13 años cuando su hermana mayor Bex (Lilan Bowden) regresa a casa. Pero las cosas se ponen de cabeza cuando se descubre que Bex es en realidad la mamá de Andi, causando tensión entre ellas y su madre, Celia Mack (Lauren Tom). Además Andi debe conllevar su enamoramiento por Jonah Beck (Asher Angel) y soportar los conflictos con su novia Amber (Emily Skinner). Con ayuda de sus amigos Cyrus (Joshua Rush) y Buffy (Sofia Wylie) pondrá frente a los problemas de su vida.

## Trama

### Temporada 1
En la noche de su decimotercer cumpleaños, el mundo de Andi Mack se cambia cuando descubre que la mujer a la que creía que era su hermana, Bex, es en realidad su madre. Andi se une al equipo de frisbee de su escuela secundaria para acercarse a Jonah, de quien tanto ella como su mejor amigo, Cyrus, están desarrollando sentimientos románticos, mientras compiten con Amber, la novia de la escuela secundaria de Jonah. Andi revela el secreto de su familia a sus mejores amigos, Cyrus y Buffy, y comienza a abrazar a su madre Bex y establecer vínculos con su recién descubierto padre, Bowie.

### Temporada 2
Andi trata de convencer a sus padres, Bex y Bowie, de que se casen, pero ninguna de las propuestas tiene éxito. Jonah rompe con Amber. Cyrus sale del armario con Buffy. Buffy se une al equipo de baloncesto y más tarde su maestra de matemáticas le pide que enseñe al capitán del equipo, TJ; cuando TJ deja de ser elegible para estar en el equipo debido a sus calificaciones de matemáticas, Cyrus le da consejos sobre su discapacidad de aprendizaje para que pueda jugar. Cyrus le cuenta a Andi que también a él le gusta Jonah. Andi y Jonah entran en una relación. Buffy aparentemente se muda, pero luego se revela que aún vive cerca. Bex compite con Miranda por el afecto de Bowie, mientras que el conflicto se produce entre Andi y la hija de Miranda, que finalmente lleva a Bowie a criticar a Miranda por haberle hecho desconfiar de su hija Andi; Bex y Bowie reavivan su relación.

### Temporada 3
Bex y Bowie están comprometidos. Andi le dice a Jonah que le gustaría ser solo amigos con él, a lo que él accede. Buffy está saliendo con Walker, lo que hace que Andi se sienta incómoda. Andi, Cyrus, Buffy, Jonah y Walker van en canoa. Cyrus se une a TJ y sus dos amigos, Reed y Lester, en una aventura de ciclismo de tierra, pero cuando Cyrus descubre que Reed tiene un arma, le dice al director Metcalf y luego es interrogado por un oficial de policía después de que TJ informara el incidente a la policía. Buffy intenta mejorar el equipo de baloncesto de las chicas, pero son aplastadas por sus oponentes en su primer juego. Cyrus le cuenta a Jonah que es gay. El día de disfraces se lleva a cabo en la Escuela Secundaria Jefferson. Bex cancela su boda planeada con Bowie. Andi, Cyrus, Buffy y Jonah son arrestados por entregar ropa de la compañía de forma gratuita sin el permiso del propietario.

## Elenco
| Actor                | Personaje        | Temporada  | Temporada  | Temporada  |
| Actor                | Personaje        | 1          | 2          | 3          |
| -------------------- | ---------------- | ---------- | ---------- | ---------- |
| Peyton Elizabeth Lee | Andy Mack        | Principal  | Principal  | Principal  |
| Joshua Rush          | Cyrus Goodman    | Principal  | Principal  | Principal  |
| Sofia Wylie          | Buffy Driscoll   | Principal  | Principal  | Principal  |
| Asher Angel          | Jonah Beck       | Principal  | Principal  | Principal  |
| Lilan Bowden         | Rebecca Vex Mack | Principal  | Principal  | Principal  |
| Lauren Tom           | Celia Mack       | Principal  | Principal  | Principal  |
| Trent Garrett        | Bowie Quinn      | Recurrente | Recurrente | Principal  |
| Stoney Westmoreland  | Henry Ham Mack   | Recurrente | Recurrente | Recurrente |
| Emily Skinner        | Amber            | Recurrente | Recurrente | Recurrente |
| Chelsea T. Zhang     | Brittany         | Invitada   | Invitada   |            |
| Garren Stitt         | Martin           | Invitado   | Recurrente | Recurrente |
| Luke Mullen          | TJ               |            | Invitado   | Recurrente |
| Chloe Hurst          | Miranda          |            | Invitada   | Invitada   |
| Raquel Justice       | Kira             |            |            | Invitada   |

### Personajes

#### Principales
- Peyton Elizabeth Lee como Andy Mack, una estudiante de séptimo grado en la Escuela Secundaria Jefferson y el personaje del título. Ella se entera en la Primera Temporada de que Bex es su madre y pasa mucho tiempo con ella y conoce a su padre llamado Bowie al final de la primera Temporada ella ayuda a Bowie a que le proponga Matrimonio a Bex en La segunda Temporada ella y Jonah salen pero rompen  al final de la tercera Temporada ella Entra en una escuela de Arte y está feliz de que Bowie y Bex estén casados.
- Joshua Rush como Cyrus Goodman, un estudiante de séptimo grado en la Escuela Secundaria amigo de Andi, y el primer personaje principal abiertamente gay en Disney Channel, al final de la tercera temporada se vuelve novio de TJ.
- Sofia Wylie como Buffy Driscoll, una estudiante de séptimo grado en la Escuela Secundaria Jefferson, mejor amiga de Andi, y capitana del equipo de baloncesto femenino de la Escuela Secundaria Jefferson, al final de la tercera temporada se vuelve novia de Marty.
- Asher Angel como Jonah Beck, un estudiante de octavo grado en la Escuela Secundaria Jefferson, el exnovio de Andi y Amber, y capitán del equipo de frisbee de la Escuela Secundaria Jefferson.
- Lilan Bowden como Rebecca "Bex" Mack, la madre de Andi; previamente se creía que era la hermana mayor de Andi.
- Lauren Tom como Celia Mack, abuela de Andi; previamente se creía que era la madre de Andi.
- Trent Garrett como Bowie Quinn, el padre de Andi; previamente desconocido para Andi.

#### Recurrentes
- Stoney Westmoreland como Henry "Ham" Mack, el abuelo de Andi; previamente se creía que era el padre de Andi.
- Emily Skinner como Amber, una estudiante de secundaria de noveno grado, la exnovia de Jonah y la camarera de La Cuchara.
- Chelsea T. Zhang como Brittany, una amiga cercana de Bex y su jefa.
- Garren Stitt como Marty, un estudiante de la Escuela Secundaria Jefferson y miembro del equipo de atletismo de la Escuela Intermedia Jefferson, al final de la tercera temporada se vuelve novio de Buffy.
- Luke Mullen como TJ, un estudiante de la Escuela Secundaria Jefferson y capitán del equipo de baloncesto masculino de la Escuela Secundaria Jefferson que tiene discalculia, al final de la tercera temporada se vuelve novio de Cyrus.
- Chloe Hurst como Miranda, una mujer que trabaja en un vivero con Bowie y sale con él por un tiempo.
- Darius Marcell como Walker, un joven artista que conoce a Andi en el bar mitzvah de Cyrus como el artista de caricatura contratado.
- Raquel Justice as Kira, una estudiante de intercambio y talentosa jugadora de basketball.

## Episodios
| Temporada | Temporada | Episodios | Estados Unidos        | Estados Unidos       | Latinoamérica            | Latinoamérica         | España                   | España                  |
| Temporada | Temporada | Episodios | Comienzo              | Final                | Comienzo                 | Final                 | Comienzo                 | Final                   |
| --------- | --------- | --------- | --------------------- | -------------------- | ------------------------ | --------------------- | ------------------------ | ----------------------- |
|           | 1         | 12        | 7 de abril de 2017    | 23 de junio de 2017  | 10 de septiembre de 2017 | 22 de octubre de 2017 | 8 de abril de 2018       | 13 de mayo de 2018      |
|           | 2         | 25        | 27 de octubre de 2017 | 13 de agosto de 2018 | 10 de marzo de 2018      | 22 de octubre de 2018 | 23 de septiembre de 2018 | 23 de diciembre de 2018 |
|           | 3         | 20        | 8 de octubre de 2018  | 26 de julio de 2019  | 2 de septiembre de 2019  | 2 de abril de 2020    | Cancelado                | Cancelado               |

## Producción
El desarrollo de la serie comenzó en 2015 cuando el presidente de Disney Channels Worldwide, Gary Marsh convenció a Terri Minsky para que considerara desarrollar otra serie para Disney Channel. En 2001, Minsky había creado la sitcom popular Lizzie McGuire, pero inicialmente se mostró renuente a crear otra serie para adolescentes. Finalmente encontró inspiración para la serie en un artículo sobre cómo Jack Nicholson había descubierto de adulto que la mujer que él pensaba que era su hermana era en realidad su madre. La serie comenzó a rodar en Salt Lake City en septiembre de 2016, y terminó la filmación en diciembre de 2016.
La serie se estrenó en Disney Channel el 7 de abril de 2017. El primer episodio estuvo disponible el 10 de marzo de 2017 en la aplicación de Disney Channel, Video on demand, YouTube de Disney Channel, iTunes, Amazon, y Google Play el 10 de marzo de 2017, mientras que el segundo episodio se hizo disponible el mismo día a través de Disney Channel On-Demand, así como a los suscriptores que utilizan la aplicación de Disney Channel. La primera temporada fue planeada para consistir en 13 episodios; sin embargo, solamente 12 episodios fueron estrenados. Disney Channel renovó la serie para una segunda temporada el 25 de mayo de 2017. La segunda temporada se estrenó el 27 de octubre de 2017. Una semana antes del estreno de la segunda temporada, se lanzó un video musical de la versión completa de la canción principal de la serie, protagonizada por todo el elenco. El 25 de octubre de 2017, se reveló que en la segunda temporada, Cyrus comenzará a darse cuenta de que tiene sentimientos por Jonah.
El 19 de febrero de 2018, se anunció que Andi Mack, ha sido renovada para una tercera temporada.
El 14 de diciembre de 2018, se anunció que Stoney Westmoreland fue despedido por Disney Channel y ya no aparecería en la serie, debido a su arresto por supuestamente planear una relación sexual con un niño de 13 años.
El 24 de abril de 2019, se anunció que la tercera temporada sería la última de la serie, finalizando en 26 de julio de 2019.

### Doblaje
| Personaje                                                                   | Actor original            | Actor de doblaje (Latinoamérica)                                               | Actor de doblaje (España)              | Temporada |
| --------------------------------------------------------------------------- | ------------------------- | ------------------------------------------------------------------------------ | -------------------------------------- | --------- |
| Andi Mack                                                                   | Peyton Elizabeth Lee      | Varenka Carrillo                                                               | Cristal Álvarez Lázare                 | 1.ª-3.ª   |
| Cyrus Goodman                                                               | Joshua Rush               | Eduardo Gutiérrez                                                              | Juanfran Cereijo                       | 1.ª-3.ª   |
| Buffy Driscoll                                                              | Sofia Wylie               | Tatul Bernodat                                                                 | Natalia García Dans                    | 1.ª-3.ª   |
| Jonah Beck                                                                  | Asher Angel               | José Pablo Hernández                                                           | Sergio Rodríguez-Guisán                | 1.ª-3.ª   |
| Rebecca "Bex" Mack                                                          | Lilan Bowden              | Gaby Olarieta                                                                  | Antía Álvarez Jiménez                  | 1.ª-3.ª   |
| Celia Mack                                                                  | Lauren Tom                | Susana Alcoba Haydar                                                           | Alicia Taboada                         | 1.ª-3.ª   |
| Bowie Quinn                                                                 | Trent Garrett             | Federico Llambi                                                                | Raúl Dans                              | 1.ª-3.ª   |
| Amber                                                                       | Emily Skinner             | Gisela Viviano                                                                 | Paula Carro                            | 1.ª-3.ª   |
| Henry "Ham" Mack                                                            | Stoney Westmoreland       | Daniel Abundis                                                                 | Julio Lorenzo                          | 1.ª-3.ª   |
| Marty                                                                       | Garren Stitt              | Christian Peyrano                                                              |                                        | 1.ª-2.ª   |
| Iris                                                                        | Molly Jackson             | Morena Manenti de los Ríos                                                     |                                        | 1.ª-2.ª   |
| TJ                                                                          | Luke Mullen               | Pablo Meneses                                                                  |                                        | 2.ª-3.ª   |
| Créditos técnicos                                                           |                           |                                                                                |                                        |           |
| Estudio de doblaje                                                          | Estudio de doblaje        | Non Stop Digital, Buenos Aires, Argentina Diseño en Audio, México D.F., México | SDI MEDIA, Madrid, Barcelona, Santiago |           |
| Director de Doblaje                                                         | Director de Doblaje       | Yamila Garreta                                                                 | Julio Lorenzo                          |           |
| Colaboración en Dirección                                                   | Colaboración en Dirección | Cristina Hernández                                                             | N/A                                    |           |
| Traductor                                                                   | Traductor                 | Lorena Palacios                                                                |                                        |           |
| Adaptador                                                                   |                           | Lorena Palacios                                                                |                                        |           |
| Doblaje al español producido por Disney Character Voices International Inc. |                           |                                                                                |                                        |           |

## Recepción

### Crítica
La serie ha sido elogiada por representar con precisión la vida de los jóvenes adolescentes, con ejemplos que incluyen una discapacidad de aprendizaje, ataques de pánico, un bar mitzvah y el embarazo no planificado de la madre del personaje principal. Es la primera serie original de Disney Channel que presenta a un personaje principal LGBT, Cyrus Goodman, una distinción que ha llamado la atención de los medios y se informó en las noticias como histórica y revolucionaria.

## Premios y nominaciones
| Año  | Premiación                 | Categoría                                 | Trabajo                                              | Resultado | Refs.  |
| ---- | -------------------------- | ----------------------------------------- | ---------------------------------------------------- | --------- | ------ |
| 2018 | British LGBT Awards        | Media Moment of the Year                  | Cyrus le revela su secreto a Andi                    | Nominado  | [ 13 ] |
| 2018 | GLAAD Media Award          | Outstanding Kids & Family Programming     | Andi Mack                                            | Ganador   | [ 14 ] |
| 2018 | Peabody Awards             | Children's & Youth Programming            | Andi Mack                                            | Nominado  |        |
| 2018 | Television Academy Honors  | Television with a Conscience              | Andi Mack                                            | Ganador   |        |
| 2018 | BAFTA Children's Awards    | International Live Action                 | Andi Mack                                            | Nominado  |        |
| 2019 | Writers Guild Awards       | Children's Episodic and Specials          | "For the Last Time" por Jonathan S.Hurwitz           | Nominado  |        |
| 2019 | GLAAD Media Award          | Outstanding Kids & Family Programming     | Andi Mack                                            | Nominado  |        |
| 2019 | NAMIC Vision Awards        | Children's                                | Andi Mack                                            | Nominado  |        |
| 2019 | Kids' Choice Awards        | Actriz de TV Favorita                     | Peyton Elizabeth Lee                                 | Nominado  |        |
| 2020 | Casting Society of America | Children's Pilot and Series (Live Action) | Amber Horn, Danielle Aufiero y Steven Tylor O'Connor | Ganador   |        |
| 2020 | GLAAD Media Awards         | Outstanding Kids & Family Programming     | Andi Mack                                            | Pendiente |        |